# Assentament
|  | Per a altres significats, vegeu «assentament (física)». |

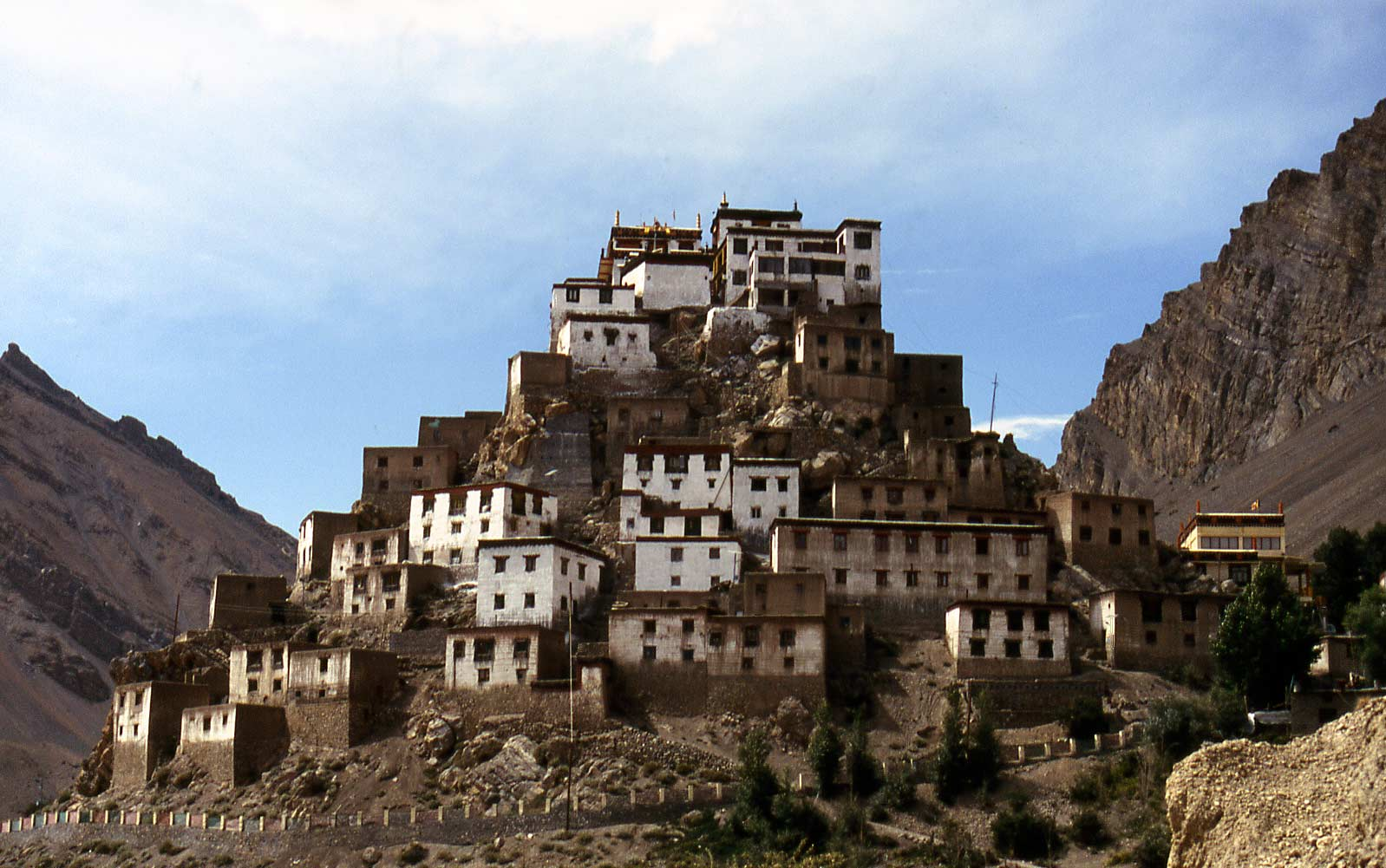
Assentament prop de Spiti, Himachal Pradesh, Índia

Un assentament és el lloc on s'estableix una persona o una comunitat. El terme assentament pot fer referència a una entitat de població permanent o temporal en què les persones viuen o han viscut, sense ser específic quant a grandària, població o importància. Per tant, un assentament pot variar en grandària des d'un petit nombre d'habitatges agrupats a la més gran de les ciutats i àrees urbanitzades. El terme pot incloure llogarets, pobles i ciutats.
També pot referir-se al procés inicial a la colonització de terres, o les comunitats que en resulten; (vegeu: colon). En el context d'un territori ocupat, un assentament és una presència civil permanent protegida per militars.